# Zawieprzyce-Kolonia
Zawieprzyce-Kolonia – kolonia w Polsce położona w województwie lubelskim, w powiecie łęczyńskim, w gminie Spiczyn.
W latach 1975–1998 miejscowość administracyjnie należała do ówczesnego  województwa lubelskiego.
Miejscowość stanowi sołectwo gminy Spiczyn. 